# Clavette
Clavette – miejscowość i gmina we Francji, w regionie Nowa Akwitania, w departamencie Charente-Maritime.
Według danych na rok 1990 gminę zamieszkiwały 592 osoby, a gęstość zaludnienia wynosiła 94 osób/km² (wśród 1467 gmin regionu Poitou-Charentes Clavette plasuje się na 495. miejscu pod względem liczby ludności, natomiast pod względem powierzchni na miejscu 1021.).